# 장승수
장승수(張承守, 1971년 8월 15일 ~ )는 대한민국의 변호사이다. 세간에서 그는 도서 '공부가 가장 쉬웠어요'의 저자로 잘 알려져있다.

## 생애
어렸을 때 도박에 미친 할아버지와 아버지를 여의고, 어머니를 따라서 경상북도 칠곡군 왜관읍으로 이사를 가서 힘든 나날을 보낸다.
1990년 대구 경신고등학교를 졸업할 때까지만 해도 성적이 나빴었다. 공부를 포기하고 놀기에만 전념한 장승수는 선생님과 선배들의 충고로 막노동판을 전전하였다.
그러다가 공부에 대한 욕망이 열병처럼 다다르게 되자, 본격적으로 공부를 시작하였고 공부를 시작한 지 1년 만에 큰 성적을 내었다.
이후 성적이 잘 오르지 않다가 다시 공부를 열심히 해서 성적을 최고점으로 올리는데 성공하였다.
그리고 마침내 1996년 서울대학교 인문사회계열 전체 수석을 차지하며 화제가 되었다. 법과대학에 입학한 그는 2003년 사법시험에 합격하였고, 현재 변호사로 활동하고 있다.

## 저서
- 장승수 (1996년 8월 1일). 《공부가 가장 쉬웠어요》. 김영사. ISBN 89-349-1429-7.

## 관련 자료
- “"스무살에 '잡스'라는 분 알았다면,<공부가 가장 쉬웠어요> 안 썼을 것"”. 머니투데이.